# Superando.it
Superando.it è una testata giornalistica on-line fondata dal giornalista Franco Bomprezzi della Federazione italiana per il superamento dell'handicap.

## Direttori
- Franco Bomprezzi